# 카지노 인터내셔널 티비다보

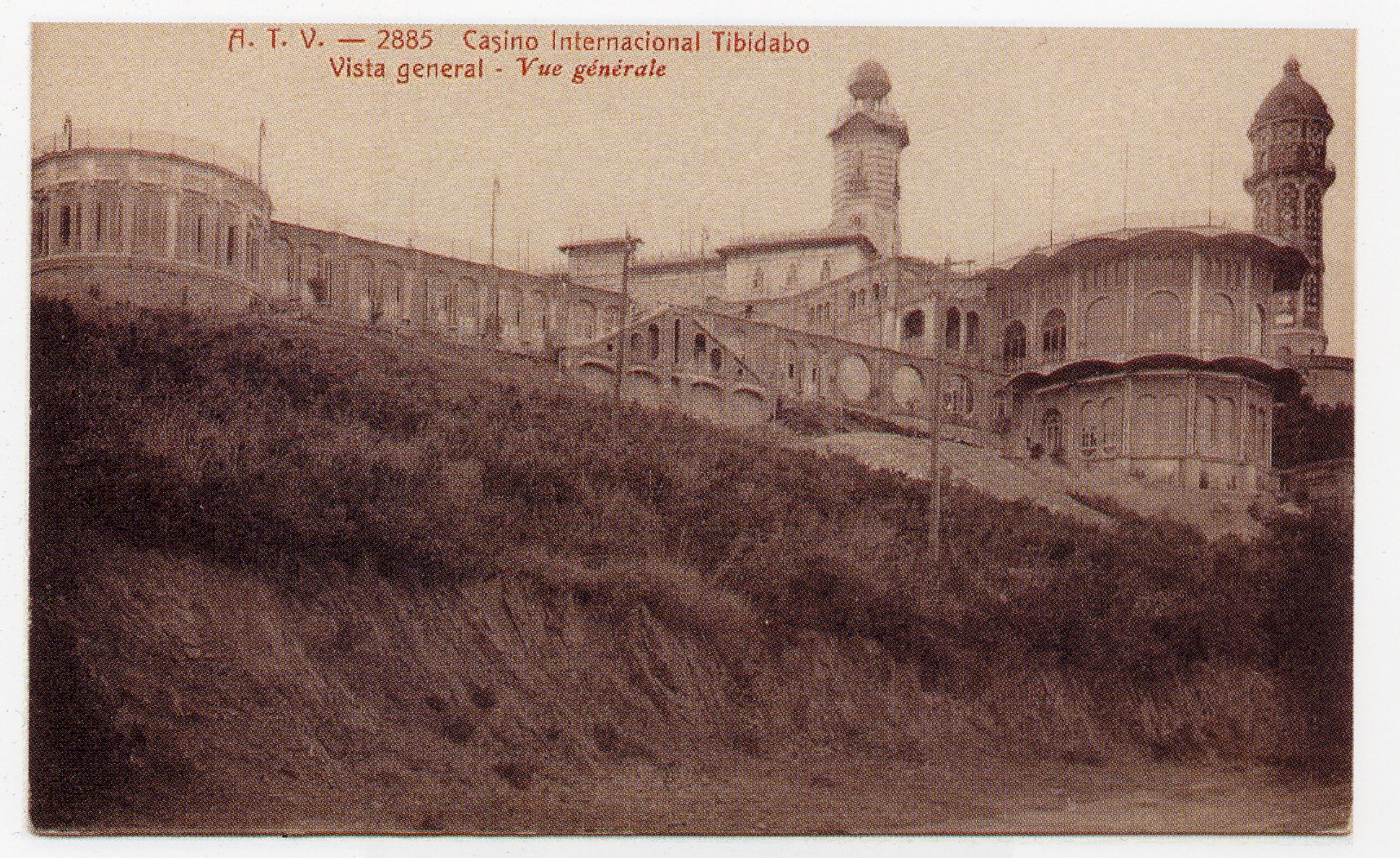
카지노 인터내셔널 티비다보

카지노 인터내셔널 티비다보(카탈루냐어: Casino Internacional Tibidabo)는 바르셀로나 티비다보에 있었던 카지노이다. 1909년에 문을 열었으며, 1912년 문을 닫았다. 현재는 티비다보 놀이공원의 일부로 사용되고 있다.